# Selaginella tortipila
Selaginella tortipila är en mosslummerväxtart som beskrevs av Addison Brown. Selaginella tortipila ingår i släktet mosslumrar, och familjen mosslummerväxter. Inga underarter finns listade i Catalogue of Life.